# Вимислув (Кутновський повіт)
Вимислув (пол. Wymysłów) — село в Польщі, у гміні Кросневиці Кутновського повіту Лодзинського воєводства.
Населення — 120 осіб (2011).
У 1975-1998 роках село належало до Плоцького воєводства.

## Демографія
Демографічна структура станом на 31 березня 2011 року:
|          | Загалом | Допрацездатний вік | Працездатний вік | Постпрацездатний вік |
| -------- | ------- | ------------------ | ---------------- | -------------------- |
| Чоловіки | 51      | 6                  | 36               | 9                    |
| Жінки    | 69      | 16                 | 33               | 20                   |
| Разом    | 120     | 22                 | 69               | 29                   |